# Gudié Suguna
Gudié Suguna ou Guadjié Suguna é uma comuna rural da circunscrição de Cutiala, na região de Sicasso ao sul do Mali. Segundo censo de 1998, havia 7 937 residentes, enquanto segundo o de 2009, havia 8 303. A comuna inclui 6 vilas.